# Agua Blanca, Santa Ana Tlapacoyan
Agua Blanca är en ort i Mexiko.   Den ligger i kommunen Santa Ana Tlapacoyan och delstaten Oaxaca, i den sydöstra delen av landet, 400 km sydost om huvudstaden Mexico City. Agua Blanca ligger 1 511 meter över havet och antalet invånare är 202.
Terrängen runt Agua Blanca är varierad. Runt Agua Blanca är det ganska glesbefolkat, med 29 invånare per kvadratkilometer. Närmaste större samhälle är Zimatlán de Álvarez, 16,6 km nordost om Agua Blanca. I omgivningarna runt Agua Blanca växer i huvudsak blandskog.